# Студенческая улица (Санкт-Петербург)
Студе́нческая у́лица — улица на границе Выборгского и Приморского районов Санкт-Петербурга, проходящая от Белоостровской улицы до Ланского шоссе.

## История
Улица была сформирована начале XX века, первоначально проходила от Сердобольской улицы до Ланского шоссе и называлась Ржевской, по городу Ржеву.
16 января 1964 года улица была переименована в Студенческую, чтобы не путать её с ещё одной Ржевской улицей, расположенной на Ржевке. Новое название было связано с тем, что в домах 5 и 7 на новом участке улицы располагались студенческие общежития двух ленинградских институтов — Электротехнического имени Ульянова (Ленина) и Электротехнического имени Бонч-Бруевича. Тогда же улица была продлена от Сердобольской до Белоостровской улицы. В конце 1960-х годов её продлили и в другую сторону — до улицы Матроса Железняка, хотя позднее этот участок (фактически — внутриквартальный проезд) перестал относиться к улице.

## Застройка
- № 3 — общежитие
- № 5 — общежитие
- № 10 — торговый центр
- № 14, корпус 1, — жилой дом (2021[5])
- № 14, корпус 2, — жилой дом (2022[6])
- № 15 — АЗС
- № 16 — противотуберкулёзный диспансер № 3
- № 17 — контрольно-технический пункт
- № 19 — электроподстанция
- № 22 — жилой дом
- № 24, корпус 1, — жилой дом (2019[7])
- № 24, корпус 2, — паркинг
- № 24, корпус 3, — жилой дом (2020[8])
- № 26, корпус 1, — жилой дом (2021[9])
- № 26, корпус 2, — жилой дом (2020[10])
- № 26, корпус 3, — жилой дом (2022[11])

## Пересечения
- Белоостровская улица
- 1-й Муринский проспект
- Сердобольская улица
- Ланское шоссе